# Домініка Грабовська
Домініка Грабовська (пол. Dominika Grabowska; нар. 26 грудня 1998, Польща) — польська футболістка, півзахисниця французького клубу «Флері 91» та національної збірної Польщі.

## Клубна кар'єра
У 2006 — 2008 роках виступала за юнацьку команду «Зніч» (Прушкув). У 2014 році віддана в оренду з «Праги» (Варшави) до АЗС (Вроцлав). У сезоні 2014/15 років відзначилася двома голами в Екстралізі. Наприкінці сезону 2016/17 переїхала в «Гурник» (Ленчна).
У сезоні 2017/18 років допомогла «Гурнику» (Ленчна) здобути свій перший титул чемпіона Польщі (за три тури до кінця турніру, коли «Гурник» переміг вдома з рахунком 2:1 у 24 турі проти АСЗ ПВСЗ Вальбжих) та Кубок Польщі, де «лечнянка» перемогла у фіналі з «Чарні» (Сосоновець) (3:1).
У червні 2020 року вона підписала 1-річний контракт з «Флері 91», який виступає у французькій Лізі 1.

## Кар'єра в збірній
У 15-річному віці, 22 листопада 2014 року, дебютувала за збірну Польщі під час переможного матчу проти Бельгії, який відбувся в Сосновці.
11 лютого 2015 року провела матч проти угорців. На 60-й хвилині матчу вона відзначилася голом, ставши наймолодшим бомбардиром в історії національної збірної Польщі. На той момент їй виповнилося 16 років і 47 днів. Попередній рекорд встановила у 1991 році Катажина Єндричко, яка була старша на 31 день. У товариському матчі в угорському місті Ліпот польки перемогли з рахунком 7:2.
У кваліфікаційних матчах до Євро-2017, проведених восени 2015 року, відзначилася по одному голу у воротах Словаччини та Молдови.
У жовтні 2017 року викликана на товариські матчі з Естонією та Грецією, і таким чином повернулася до національної збірної після майже півторарічної перерви.

## Досягнення

### Клубні
«Гурник» (Ленчна)
- Екстракляса
  -  Чемпіон (3): 2017/18, 2018/19, 2019/20

- Кубок Польщі
  -  Володар (2): 2017/18, 2019/20

### У збірній
- Кубок Алгарве
  -  Фіналіст (1): 2019